# Pantelejmon Juriew
Pantelejmon Juriew, ps. Siemion Witjaziewskij (ros. Пантелеймон Васильевич Юрьев, Pantielejmon Wasiljewicz Jurjew; ur.1904 w Moskwie, zm. 10 stycznia 1983) – rosyjski poeta, dziennikarz i wydawca działający w Polsce, związany z gazetą „Russkij Gołos” – organem mniejszości rosyjskiej w Polsce.

## Życiorys
Juriew spędził młodość w Ostrogu nad Horyniem. Tam działał i był liderem w grupie rosyjskich poetów „Czotki” („Wianki”).  Pierwszą wojnę światową spędził w Wilnie, gdzie  pracował w gazecie codziennej „Utro” W 1917 zadebiutował  wierszem  „U podnożyja” („U podnóża”) na łamach almanachu poetyckiego „Mołodyje siły. Almanach Kłuba Uczaszejsia Mołodioży” („Młode siły. Almanach Klubu Uczącej się Młodzieży”). W latach 20. i 30. XX w. publikował artykuły, eseje i wiesze w gazetach wydawanych w Polsce oraz rosyjskich czasopismach, w tym m.in.: „Wołynskoje Słowo”, „Utro”, „Nasza Żyzń”, „Russkij Gołos”, „Swiet´ Istiny”, „Woskriesienije”, „Nowaja Iskra” oraz publikował tomy poetyckie.   
Był autorem felietonów, w których krytykował dążenia ukraińskiego do utworzenia państwa ukraińskiego, ponadto współpracował z rosyjskimi czasopismami prawosławnymi „Swiet´ Istiny” („Światło Prawdy”, Włodzimierz Wołynski 1926-1927) oraz „Woskriesienije” („Niedziela”, 1928-1929 i 1935–1937), wydawanej we Lwowie, gdzie mieszkał od 1928 i publikował na tematy religijne, historyczne i kościelne. We Lwowie współpracował również z tygodnikiem „Russkij Gołos” („Głos Rosyjski”).  W 1931 zamieszkał w Warszawie, gdzie został członkiem Stowarzyszenia Rosyjskich Dziennikarzy i Literatów w Polsce oaz publikował na łamach prawosławnego tygodnika „Słowo” („Słowo”).  
W trakcie II wojny światowej przebywał w Warszawie, gdzie podczas powstania warszawskiego utracił swój dobytek. a po jej zakończeniu zamieszkał w Łodzi. Tam wstąpił do PZPR oraz działał w rosyjskich organizacjach społeczno-kulturalnych oraz wydawał czasopismo „Zwieno", a następnie dwutygodnik „Russkij Gołos” (1957-1967), gdzie publikował utwory łódzkich pisarzy i dziennikarzy, w tym m.in. Jana Sztaudyngera, Mariana Piechala, Igora Sikiryckiego, Tadeusza Chrościelewskiego, a także przeprowadzał wywiady ze znanymi mieszkańcami Łodzi. publikował ponadto łamach czasopisma „Film” nt. kinematografii.  
Juriew był również tłumaczem z języka polskiego na rosyjski. Wydał kilka tomów wierszy dla dzieci w „Naszej Księgarni" przeznaczone na rynek w ZSRR. Publikacje obejmowały wiersze m.in. Marii Konopnickiej, Juliana Tuwima i Jana Brzechwy. Wydał także serię kilkunastu tomików poetyckich pn. „Poeticzeskije listy", wśród których zawarł  poezje polsko-radzieckich i radzieckich autorów, takich jak: Wasyl Kocznow, Ałła Sarachanowa, Lidia Siennicka, Natalia Ruskaja, Władimir Sorogonin.  

### Życie prywatne
Jego dziadkiem był znany działacz słowianofilski – Siergiej Juriew. Miał żonę, Annę. Do lat 30. XX w. przyjaźnił się z Leonem Gomolickim. 
Pochowany na cmentarzu rzymskokatolickim na Mani w Łodzi (kw. 3, rz. 21, grób 29).

## Publikacje
- „Czwarty pierścień” (Wilno 1928; Lwów 1930),
- „Biegacze stepowe” (Lwów 1930),
- „Szkice o galicyjsko-rosyjskiej i karpacko-rosyjskiej literaturze” (Lwów 1930–1931),
- „Dobry łucznik” (Lwów 1932),
- „Zwykłe opowieści” (1936),,
- „Słowo o pułku” (Lwów 1937),
- „Chwała sztandarowi” (Lwów 1937),
- „Ziele przydrożne” (1963),
- „Białowieża" (Łódź 1967),
- „Bieg czasu" (Łódź 1968),
- „Erotyki” (Łódź 1969)[2].